# Kricogonia cabrerai
Kricogonia cabrerai is een vlindersoort uit de familie van de Pieridae (witjes), onderfamilie Coliadinae.
Kricogonia cabrerai werd in 1920 beschreven door Ramsden.